# Microstylum vestitum
Microstylum vestitum är en tvåvingeart som beskrevs av Camillo Rondani 1875. Microstylum vestitum ingår i släktet Microstylum och familjen rovflugor. Inga underarter finns listade i Catalogue of Life.